# Silbannaco
Mar. Silbannaco (latino: Mar. Silbannacus; fl. metà del III secolo) è una figura misteriosa, nota attraverso delle monete, che si ritiene sia stato un usurpatore al tempo dell'imperatore romano Filippo l'Arabo (244-249), o tra la caduta di Emiliano e l'ascesa al trono di Valeriano (253).

## Usurpatore contro Filippo l'Arabo
Per lungo tempo Silbannaco è stato noto per una singola moneta, un antoniniano che si dice sia stato trovato in Lorena ed è ora al British Museum. Il dritto della moneta porta il ritratto dell'imperatore, raffigurato con la corona radiata solare, un drappeggio e la corazza, e tutto intorno la legenda IMP MAR SILBANNACVS AVG; il rovescio celebra le vittorie dell'augusto, mostrando Mercurio che regge una Vittoria e un caduceo, con la legenda VICTORIA AVG.
Basandosi sul luogo di ritrovamento e sullo stile di questa moneta, oltre che sul fatto che il nome 'Silbannacus' mostra una origine celtica (come suggerisce il suffisso "-acus"), si è ritenuto a lungo che Silbannacus fosse un comandante militare in Germania Superior, probabilmente rivoltatosi contro Filippo l'Arabo e soppresso da Decio, in quanto Eutropio riferisce di una guerra civile soppressa in Gallia da quest'ultimo.

## Usurpatore contro Valeriano
Un secondo antoniniano è stato pubblicato nel 1996, e riporta la legenda, accorciata in maniera scorretta, MARTI PROPVGT. In base allo stile, è stato concordato che questa moneta fu coniata a Roma; visto che questa legenda errata è presente su una moneta di Emiliano del 253, è stata avanzata l'ipotesi che Silbannaco si sia ribellato nella capitale in quell'anno, e che abbia tenuto il potere durante la marcia dell'imperatore Valeriano fino alla capitale.
Una possibile ricostruzione dei fatti è che Silbannaco fosse un ufficiale lasciato da Emiliano a guardia della città, mentre l'imperatore si mosse incontro a Valeriano, acclamato imperatore dalle truppe. Dopo la sconfitta e la morte di Emiliano nel settembre 253, Silbannaco si sarebbe proclamato imperatore, col sostegno delle truppe rimaste a Roma (fatto che gli diede la possibilità di coniare monete con il suo nome), prima che Valeriano lo eliminasse.